# Merley Cobham Sports F.C.
Câu lạc bọ bóng đá Merley Cobham Sports là một câu lạc bộ bóng đá đến từ Merley, ở Poole, Dorset, Anh. Câu lạc bộ trực thuộc Dorset County Football Association và là câu lạc bộ Tiêu chuẩn do FA điều hành. Đội thi đấu trên sân nhà Cobham Sports and Social Club và hiện tại là thành viên của Dorset Premier League.

## Lịch sử
Câu lạc bộ được thành lập vào năm 1949 với tên gọi Flight Refueling F.C. và chơi trong các giải đấu Dorset địa phương. Câu lạc bộ đã cố gắng vươn lên trong các giải đấu và tham gia Dorset Combination league vào đầu mùa giải 1958-59. Tuy nhiên, đội chỉ trụ được 2 mùa giải ở giải và phải đợi đến mùa giải 1977-78. Mùa giải đầu tiên trở lại giải đấu Dorset Combination đã thành công rực rỡ khi đội kết thúc mùa giải với tư cách Vô địch. Bốn mùa giải sau đó trong mùa dịch 1980-81, câu lạc bộ có trận ra mắt trong FA Vase và tiếp tục thi đấu cho đến cuối mùa giải 1994-95 khi các quy định về mặt sân mới ngăn đội bóng tham gia thi đấu. Họ đổi tên thành Cobham Sports F.C. vào năm 2001.
Vào đầu mùa giải 2010-11, câu lạc bộ hợp nhất với Merley Allendale Youth FC, và đổi tên thành Merley Cobham Sports F.C. Vào tháng 5 năm 2012, câu lạc bộ đã được trao chứng nhận Tiêu chuẩn điều lệ FA.

## Sân vận động
Merley Cobham Sports thi đấu trên sân nhà Cobham Sports & Social Club, Merley Park, Wimborne, BH21 3DA.

## Danh hiệu

### Danh hiệu Giải đấu
- Dorset Premier Football League :[2][3]
  - Vô địch (1): 1977-78
  - Á quân (3): 1987-88, 1989-90, 1990-91

### Danh hiệu Cúp
- Dorset Premier Football League Cup:[2]
  - Vô địch (3): 1979-80, 1982-83, 1990-91
  - Á quân (3): 1981-82, 1985-86, 2010-11

## Kỉ lục
- Vị trí cao nhất trong giải đấu:[2] thứ 1 ở Dorset Premier Football League 1977-78
- Thành tích tốt nhất tại FA Vase:[3] Vòng một 1980-81, 1983-84, 1985-86